# 3667 Anne-Marie
3667 Anne-Marie eller 1981 EF är en asteroid i huvudbältet som upptäcktes den 9 mars 1981 av den amerikanske astronomen Edward L.G. Bowell vid Anderson Mesa Station. Den är uppkallad efter Anne-Marie Malotki.
Asteroiden har en diameter på ungefär 22 kilometer och den tillhör asteroidgruppen Tirela.